# ニワホコリ
ニワホコリは、イネ科の植物で、庭先などに普通に見られる小型の雑草である。スズメノカタビラにやや似ている。

## 特徴
ニワホコリ(Eragrostis multicaulis Steud.)は、単子葉植物イネ科スズメガヤ属の植物で、道端から庭先、畑地に生えるごくありふれた雑草で、小柄な一年草である。
根茎はなく、茎は数本の束になって生じる。その根元はやや斜めに這うような感じになり、先端は立ち上がり、高さは10-30cm。葉は長さ5-12cm、偏平で暗緑色、つやがない。
花序は茎の先端から上に伸びてつき、その輪郭は狭い卵形。主軸は直立し、節ごとに側枝を数本ずつ輪生状につける。側枝は斜め上に向き、更に分枝を出し、多数の小穂をつける。小穂は長さ2-3.5mm、楕円形で偏平、護穎の先端がやや突き出る。灰緑色で、時に紫色を帯びる。小穂は4-8の小花を含み、果実が熟すと穎を残して脱落する。

## 分布等
日本全土に普通で、ウスリー・中国からインド、マレーシアまで分布、北アメリカに帰化している。タイプ産地は日本。
名前の由来は庭埃で、庭によく出現すること、地面に一面に生え、穂を出した様子が埃が立っているように見えるためと言われている。

## 近似種
類縁のものではオオニワホコリ(E. pilosa (L.) Beauv.)が全体によく似ているが一回り大きく、時には高さ70cmになるほか、穂の先端がややたれること、花軸の節に白い毛をまばらにつけることなどが異なる。これも日本全土でやや普通に見られ、世界的な分布では更に広くユーラシア大陸の温帯・暖帯にわたる。
同属のその他の種ではカゼクサが最も普通だが、はるかに大きい。南西諸島などに見られるヌカカゼクサは似たような大きさだが小穂ははるかに小さくて数が多い。
縁は近くないが似ているものにスズメノカタビラがある。別属のものであるから分類上の重要な点で違いがあり、外見的にはより柔らかく全体に黄緑色であること、より湿った場所に生育することなど異なった点も多いが、外見的特徴はとても似た点が多い。小穂に関しても、いずれも多数の小花を持つイネ科によくある形なので、よく似ている。
実際には両者が同じ場所で見られることもよくあり、特に裸地の庭では普通である。そのような場所では生育が十分でない例が多い。しかもそれでも育って花をつけるのが雑草の雑草たる所以であり、しかもこの両者とも筋金入りの雑草であるから、条件の悪い場所でもいじけた姿ながらよく生育して花をつけている。その結果、両種の特徴が紛らわしい例があるのである。